# Eufairmairiella curvicaudus
Eufairmairiella curvicaudus är en insektsart som beskrevs av Goding. Eufairmairiella curvicaudus ingår i släktet Eufairmairiella och familjen hornstritar. Inga underarter finns listade i Catalogue of Life.